# سووبودا (استان کرجالی)
سووبودا (به بلغاری: Svoboda) یک منطقهٔ مسکونی در بلغارستان است که در شهرستان مومچیلگراد واقع شده‌است.